# Hừa Ngài
Hừa Ngài là một xã thuộc huyện Mường Chà, tỉnh Điện Biên, Việt Nam.

## Địa lý
Xã Hừa Ngài có vị trí địa lý:
- Phía đông giáp các xã Pa Ham, Nậm Nèn, Huổi Mí
- Phía tây giáp các xã Mường Tùng, Huổi Lèng, Sa Lông, Na Sang
- Phía nam giáp xã Huổi Mí
- Phía bắc giáp xã Sá Tổng.

Xã Hừa Ngài có diện tích 103,63 km², dân số năm 2022 là 4.198 người, mật độ dân số đạt 40 người/km².

## Hành chính
Xã Hừa Ngài được chia thành 8 bản: Há Lả Chủ A, Há Lả Chủ B, Hát Tre, Hừa Ngài, Phi Công, Phua Di Tổng, San Sả Hồ, San Suối.

## Lịch sử
Ngày 25 tháng 8 năm 2012, Chính phủ ban hành Nghị quyết số 45/NQ-CP về việc thành lập xã Huổi Mí trên cơ sở điều chỉnh 13.937 ha diện tích tự nhiên, 2.527 nhân khẩu của xã Hừa Ngài và 625 nhân khẩu của xã Pa Ham xâm canh, xâm cư trên địa bàn xã Hừa Ngài.
Sau khi điều chỉnh địa giới hành chính, xã Hừa Ngài còn lại 10.450,66 ha diện tích tự nhiên và 3.264 nhân khẩu.
Ngày 6 tháng 9 năm 2012, UBND tỉnh Điện Biên ban hành Quyết định số 819/QĐ-UBND về việc:
- Thành lập bản Phua Di Tổng trên cơ sở một phần của bản Há Là Chủ A.
- Thành lập bản Hát Tre A và bản Hát Tre B trên cơ sở toàn bộ bản Hát Tre.

Ngày 6 tháng 12 năm 2019, HĐND tỉnh Điện Biên ban hành Nghị quyết số 148/NQ-HĐND về việc:
- Sáp nhập một phần của bản Hát Tre B vào bản Phi Công.
- Thành lập bản Hát Tre trên cơ sở bản Hát Tre A và phần còn lại của bản Hát Tre B.